# Населення Луганської області

Динаміка чисельності населення Луганської обл.

За даними держкостату станом на 1 жовтня 2014 року в області мешкало 2227,6 тис. осіб осіб (2546,2 тис. у 2001 р. і 2862,7 тис. у 1989 р.) За чисельністю населення Луганська область посідала 6 місце серед областей України.
Під час війни на сході України на частині території Луганської області утворилося квазі-державне утворення Луганська народна республіка. Станом на 2015 рік воно контролювало бл. 1/3 площі Луганської області, де до війни мешкало 70% її населення.
Основні демографічні показники за січень-квітень 2016 року у порівнянні з аналогічним періодом 2015 року
|                         | 2014  |   | 2015  | контроль території |
| ----------------------- | ----- | - | ----- | ------------------ |
| кількість народжених    | 1788  | ▲ | 1867  | Україна            |
| кількість народжених    |       |   | 2242  | «ЛНР»              |
| померлих                | 5136  | ▼ | 4764  | Україна            |
| померлих                |       |   | 7563  | «ЛНР»              |
| природний рух населення | -3348 | ▲ | -2897 | Україна            |
| природний рух населення |       |   | -5321 | «ЛНР»              |

## Чисельність населення
Історична динаміка чисельності населення області (у сучасних кордонах)
| рік  | населення | місце серед регіонів |
| ---- | --------- | -------------------- |
| 1926 | 1 322 000 |                      |
| 1939 | 1 837 000 | 8                    |
| 1941 | 2 041 300 |                      |
| 1944 | 1 094 300 |                      |
| 1959 | 2 452 172 | 4                    |
| 1970 | 2 750 566 | 4                    |
| 1979 | 2 786 697 | 4                    |
| 1989 | 2 862 734 | 4                    |
| 2001 | 2 546 178 | 6                    |
| 2014 | 2 239 473 | 7                    |

## Урбанізація
У червні 2008 року у містах і селищах міського типу проживало 2029,1 тис. мешканців (87%), у селах - 315,1 тис (13%). Середня щільність населення становила 87,9 осіб на 1 км².

## Природний рух населення
Показники народжуваності, смертності та природного приросту у 1950–2014 рр.
| коефіцієнт (на 1000 осіб) | 1950 | 1960 | 1970 | 1990 | 2000  | 2010 | 2013 |
| ------------------------- | ---- | ---- | ---- | ---- | ----- | ---- | ---- |
| народжуваності            | 26,2 | 23,5 | 14,4 | 11,6 | 6,2   | 9,1  | 9,1  |
| смертності                | 8,7  | 6,3  | 7,7  | 12,2 | 17,6  | 16,9 | 15,9 |
| природного приросту       | 17,5 | 17,2 | 6,7  | -0,6 | -11,4 | -7,8 | -6,8 |

## Національний склад
У національному складі населення області українців 58,0 %, росіян 39,0 %. Етнічні українці складають більшість в усіх районах області крім Станично-Луганського, Краснодонського районів та міст обласного підпорядкування Краснодон, Довжанськ, Красний Луч, Стаханов, у яких переважають росіяни.
За період між переписами 1989 і 2001 рр., кількість українців зменшилась на 0,7%, а питома вага серед жителів області зросла на 6,1 відсоткових пункти. Кількість росіян порівняно з переписом 1989 року зменшилась на 22,5% і нараховувала  на дату перепису 2001 р. 991,8 тис. осіб. Питома вага росіян у загальній кількості населення зменшилась на 5,8 відсоткового пункта і становила 39,0%.
| №  | Національність | Кількість осіб | Відсоток до загальної кількості |
| -- | -------------- | -------------- | ------------------------------- |
| 1  | Українці       | 1 472 376      | 57,96 %                         |
| 2  | Росіяни        | 991 825        | 39,05 %                         |
| 3  | Білоруси       | 20 587         | 0,81 %                          |
| 4  | Татари         | 8 543          | 0,34 %                          |
| 5  | Вірмени        | 6 587          | 0,26 %                          |
| 6  | Молдовани      | 3 252          | 0,13 %                          |
| 7  | Азербайджанці  | 3 123          | 0,12 %                          |
| 8  | Євреї          | 2 651          | 0,10 %                          |
| 9  | Цигани         | 2 284          | 0,09 %                          |
| 10 | Поляки         | 2 107          | 0,08 %                          |
| 11 | Інші           | 26 856         | 1,06 %                          |
|    | Разом          | 2 540 191      | 100 %                           |

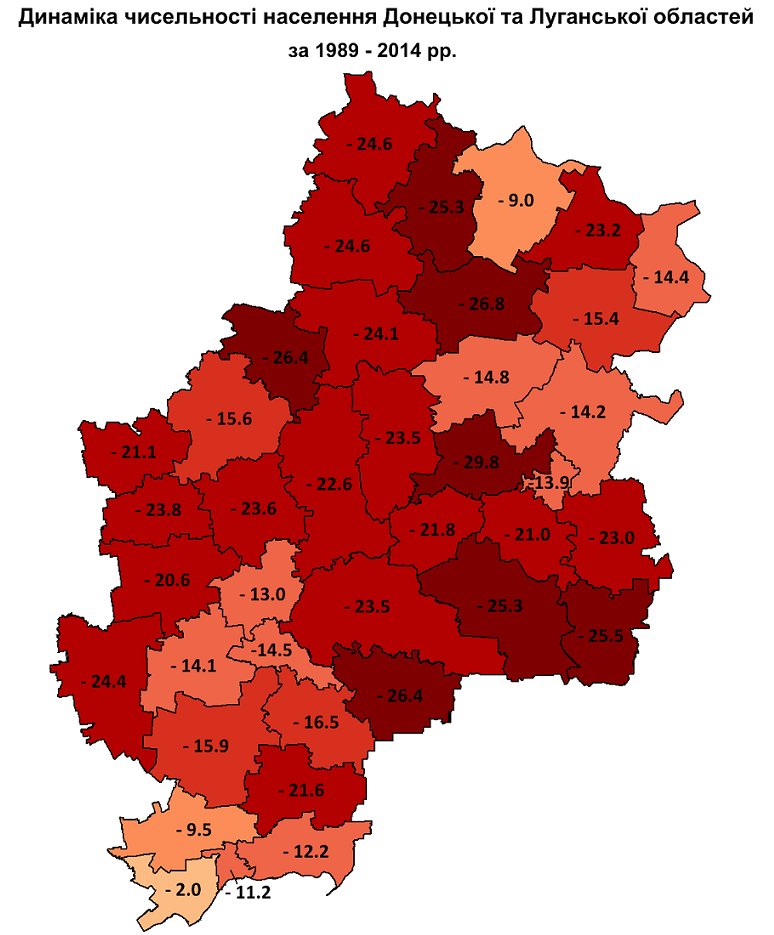
Динаміка чисельності населення областей Донбасу за 1989-2014 рр.

Історична динаміка національного складу області за даними переписів населення: 
|          | 1926  | 1939   | 1959   | 1970   | 1979   | 1989   | 2001   |
| -------- | ----- | ------ | ------ | ------ | ------ | ------ | ------ |
| українці | 68,2% | ▼63,3% | ▼57,8% | ▼54,8% | ▼52,8% | ▼51,9% | ▲58,0% |
| росіяни  | 28,1% | ▲32,5% | ▲38,7% | ▲41,7% | ▲43,8% | ▲44,4% | ▼39,1% |
| інші     | 3,7%  | ▲4,2%  | ▼3,5%  | ▬3,5%  | ▼3,4%  | ▲3,7%  | ▼2,9%  |

Національний склад населення районів та міст Луганської області за переписом 2001 року.
|                           | українці | росіяни | білоруси |
| ------------------------- | -------- | ------- | -------- |
| ЛУГАНСЬКА ОБЛАСТЬ         | 58,0     | 39,0    | 0,8      |
| ЛУГАНСЬК (міськрада)      | 49,6     | 47,4    | 0,7      |
| АНТРАЦИТ (міськрада)      | 49,7     | 46,7    | 1,0      |
| БРЯНКА (міськрада)        | 54,9     | 42,7    | 0,8      |
| КІРОВСЬК (міськрада)      | 56,9     | 40,7    | 1,0      |
| м. АЛЧЕВСЬК               | 51,6     | 44,7    | 1,1      |
| КРАСНОДОН (міськрада)     | 33,2     | 63,3    | 1,3      |
| КРАСНИЙ ЛУЧ (міськрада)   | 49,2     | 46,1    | 1,1      |
| ЛИСИЧАНСЬК (міськрада)    | 66,7     | 30,5    | 1,0      |
| ПЕРВОМАЙСЬК (міськрада)   | 65,9     | 27,3    | 1,1      |
| РОВЕНЬКИ (міськрада)      | 63,6     | 33,7    | 1,0      |
| м. РУБІЖНЕ                | 66,3     | 31,3    | 0,7      |
| СВЕРДЛОВСЬК (міськрада)   | 46,0     | 48,6    | 1,2      |
| СЄВЕРОДОНЕЦЬК (міськрада) | 59,0     | 38,7    | 0,6      |
| СТАХАНОВ (міськрада)      | 50,1     | 46,1    | 1,0      |
| АНТРАЦИТІВСЬКИЙ РАЙОН     | 62,8     | 35,7    | 0,4      |
| БІЛОВОДСЬКИЙ РАЙОН        | 87,8     | 11,2    | 0,3      |
| БІЛОКУРАКИНСЬКИЙ РАЙОН    | 90,7     | 8,5     | 0,2      |
| КРАСНОДОНСЬКИЙ РАЙОН      | 45,9     | 51,7    | 0,9      |
| КРЕМІНСЬКИЙ РАЙОН         | 85,1     | 13,5    | 0,5      |
| ЛУТУГИНСКИЙ РАЙОН         | 71,0     | 26,7    | 0,7      |
| МАРКІВСЬКИЙ РАЙОН         | 93,0     | 5,7     | 0,4      |
| МІЛОВСЬКИЙ РАЙОН          | 77,7     | 19,6    | 0,3      |
| НОВОАЙДАРСЬКИЙ РАЙОН      | 56,1     | 42,7    | 0,4      |
| НОВОПСКОВСЬКИЙ РАЙОН      | 92,2     | 6,9     | 0,3      |
| ПЕРЕВАЛЬСЬКИЙ РАЙОН       | 56,7     | 40,6    | 1,1      |
| ПОПАСНЯНСЬКИЙ РАЙОН       | 81,1     | 17,5    | 0,5      |
| СВАТІВСЬКИЙ РАЙОН         | 91,4     | 7,3     | 0,3      |
| СВЕРДЛОВСЬКИЙ РАЙОН       | 69,9     | 25,9    | 0,6      |
| СЛОВ`ЯНОСЕРБСЬКИЙ РАЙОН   | 65,0     | 32,8    | 0,7      |
| СТАНИЧНО-ЛУГАНСЬКИЙ РАЙОН | 36,5     | 61,1    | 0,6      |
| СТАРОБІЛЬСЬКИЙ РАЙОН      | 87,8     | 11,0    | 0,3      |
| ТРОЇЦЬКИЙ РАЙОН           | 68,0     | 31,1    | 0,3      |

Національний склад міст Луганської області за переписом 2001 року, у%:
| місто                    | населення | українці | росіяни | білоруси | татари | вірмени | інші |
| ------------------------ | --------- | -------- | ------- | -------- | ------ | ------- | ---- |
| Луганськ                 | 499 252   | 50,0     | 47,0    | 0,7      | 0,1    | 0,4     | 1,8  |
| Хрустальний              | 145 199   | 46,1     | 49,2    | 1,1      | 1,0    | 0,4     | 2,2  |
| Лисичанськ               | 133 140   | 66,7     | 30,5    | 1,0      | 0,4    | 0,2     | 1,2  |
| Сєвєродонецьк            | 130 047   | 59,0     | 38,7    | 0,6      | 0,1    | 0,2     | 1,4  |
| Алчевськ                 | 118 611   | 51,6     | 44,7    | 1,1      | 0,4    | 0,4     | 1,8  |
| Сорокине                 | 117 730   | 33,2     | 63,3    | 1,3      | 0,5    | 0,2     | 1,5  |
| Довжанськ                | 110 107   | 46,0     | 48,6    | 1,2      | 0,7    | 0,2     | 3,3  |
| Кадіївка                 | 108 417   | 46,1     | 50,1    | 1,0      | 0,5    | 0,2     | 2,1  |
| Ровеньки                 | 91 558    | 63,6     | 33,7    | 1,0      | 0,3    | 0,2     | 1,2  |
| Антрацит                 | 90 416    | 49,7     | 46,7    | 1,0      | 1,0    | 0,2     | 1,6  |
| Первомайськ              | 80 713    | 65,9     | 27,3    | 1,1      | 0,5    | 0,1     | 6,0  |
| Рубіжне                  | 65 564    | 66,3     | 31,3    | 0,7      | 0,1    | 0,4     | 1,2  |
| Брянка                   | 61 449    | 54,9     | 42,7    | 0,8      | 0,7    | 0,1     | 0,8  |
| Голубівка                | 44 948    | 57,0     | 40,4    | 1,0      | 0,8    | 0,1     | 0,7  |
| Перевальськ              | 29 220    | 55,8     | 41,2    | 1,2      | 0,3    | 0,2     | 1,3  |
| Попасна                  | 25 842    | 77,5     | 21,1    | 0,4      | 0,1    | 0,1     | 0,8  |
| Молодогвардійськ         | 25 654    | 38,6     | 57,7    | 1,7      | 0,5    | 0,2     | 1,3  |
| Кремінна                 | 24 252    | 83,4     | 15,2    | 0,6      | 0,1    | 0,2     | 0,5  |
| Суходільськ              | 23 739    | 36,3     | 60,4    | 1,6      | 0,3    | 0,2     | 1,5  |
| Старобільськ             | 22 040    | 82,3     | 16,3    | 0,3      | 0,1    | 0,3     | 0,7  |
| Сватове                  | 19 383    | 89,9     | 8,6     | 0,3      |        | 0,5     | 0,7  |
| Лутугине                 | 18 733    | 66,6     | 31,0    | 0,7      | 0,1    | 0,4     | 1,2  |
| Золоте                   | 17 816    | 68,6     | 23,9    | 1,2      | 0,6    |         | 5,7  |
| Вознесенівка             | 17 524    | 53,0     | 43,2    | 1,3      | 0,5    | 0,1     | 1,7  |
| Петрово-Красносілля      | 15 623    | 50,8     | 46,2    | 0,6      | 1,7    |         | 1,7  |
| Боково-Хрустальне        | 14 770    | 52,3     | 40,7    | 1,4      | 0,4    | 0,3     | 4,9  |
| Щастя                    | 13 799    | 48,3     | 49,3    | 0,6      |        | 0,1     | 1,7  |
| Теплогірськ              | 13 174    | 49,3     | 44,5    | 1,5      | 0,5    | 0,1     | 4,1  |
| Гірське                  | 11 580    | 67,8     | 25,0    | 1,5      | 1,2    |         | 4,5  |
| Зимогір'я                | 11 212    | 75,0     | 22,5    | 0,9      | 0,3    |         | 1,3  |
| Новодружеськ             | 9 154     | 64,4     | 32,3    | 1,5      | 0,7    |         | 1,1  |
| Кипуче                   | 9 098     | 51,4     | 44,9    | 1,6      | 0,6    |         | 1,5  |
| Привілля                 | 9 081     | 71,0     | 26,1    | 1,5      | 0,3    | 0,1     | 1,0  |
| Зоринськ                 | 8 672     | 67,0     | 30,4    | 1,2      | 0,3    | 0,1     | 1,0  |
| Олександрівськ           | 6 935     | 63,5     | 33,5    | 0,4      | 0,2    | 1,8     | 0,6  |
| Міусинськ                | 6 042     | 72,4     | 25,2    | 0,6      | 0,3    | 0,5     | 1,0  |
| Алмазна                  | 5 099     | 56,7     | 41,3    | 0,9      |        |         | 1,1  |
| Міста Луганської області | 2 155 593 | 54,1     | 42,5    | 0,9      | 0,4    | 0,3     | 1,8  |

Національний склад населення територій Луганської області, контрольованих Україною та ЛНР, за даними перепису 2001 року, %
|          | під контролем України | під контролем ЛНР | Луганська область |
| -------- | --------------------- | ----------------- | ----------------- |
| українці | 71,8                  | 52,4              | 58,0              |
| росіяни  | 26,3                  | 44,1              | 39,0              |
| білоруси | 0,6                   | 0,9               | 0,8               |

## Мовний склад

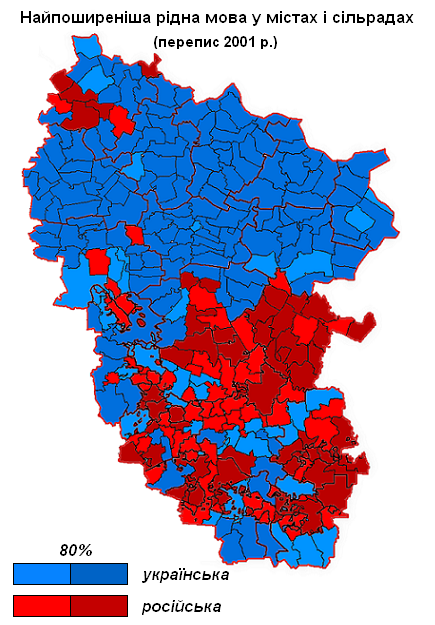
Найпоширеніша рідна мова у містах і сільрадах Луганської області за переписом 2001 р.

Рідна мова населення Луганської області за результатами переписів населення, %
|            | 1917 | 1926 | 1959 | 1970 | 1979 | 1989 | 2001 |
| ---------- | ---- | ---- | ---- | ---- | ---- | ---- | ---- |
| українська | 68,7 | 60,0 | 50,5 | 43,4 | 38,3 | 34,9 | 30,0 |
| російська  | 29,9 | 38,6 | 48,7 | 55,3 | 60,5 | 63,9 | 68,8 |
| інша       | 1,4  | 1,4  | 0,8  | 1,3  | 1,2  | 1,2  | 0,6  |

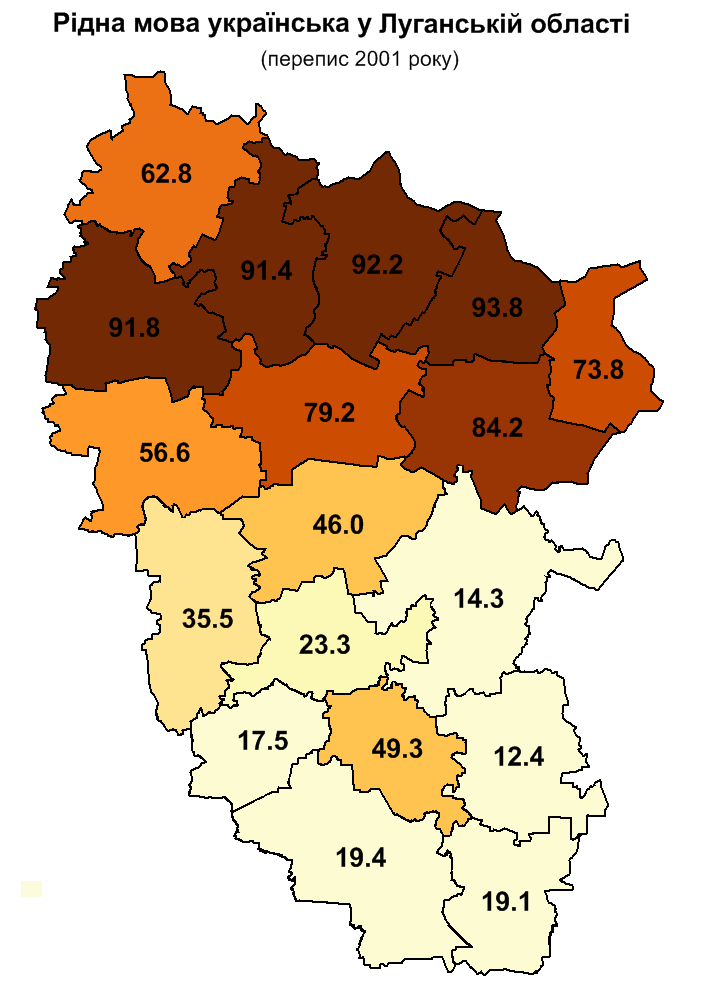
Частка населення, що назвало рідною мовою українську у районах (з містами) Луганської області за переписом 2001 р.

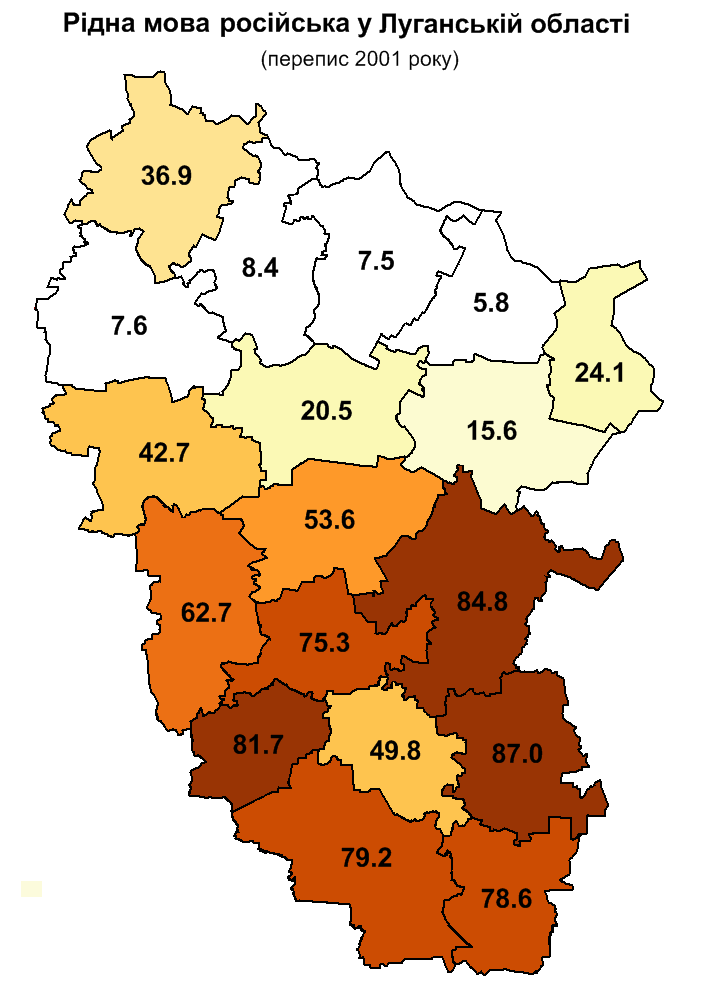
Частка населення, що назвало рідною мовою російську у районах (з містами) Луганської області за переписом 2001 р.

Рідна мова населення районів і міст обласного підпорядкування Луганської області за переписом населення 2001 р.
|                           | українська | російська | вірменська | білоруська |
| ------------------------- | ---------- | --------- | ---------- | ---------- |
| ЛУГАНСЬКА ОБЛАСТЬ         | 30,0       | 68,8      | 0,1        | 0,1        |
| ЛУГАНСЬК (міськрада)      | 14,3       | 84,7      | 0,2        | 0,1        |
| АНТРАЦИТ (міськрада)      | 13,9       | 83,7      | 0,1        | 0,1        |
| БРЯНКА (міськрада)        | 14,0       | 85,7      |            | 0,1        |
| КІРОВСЬК (міськрада)      | 20,3       | 79,3      |            | 0,2        |
| м. АЛЧЕВСЬК               | 15,3       | 83,6      | 0,1        | 0,1        |
| КРАСНОДОН (міськрада)     | 8,3        | 91,1      | 0,1        | 0,1        |
| КРАСНИЙ ЛУЧ (міськрада)   | 14,7       | 83,6      | 0,2        | 0,1        |
| ЛИСИЧАНСЬК (міськрада)    | 35,3       | 62,9      | 0,1        | 0,1        |
| ПЕРВОМАЙСЬК (міськрада)   | 37,9       | 57,1      |            | 0,3        |
| РОВЕНЬКИ (міськрада)      | 21,2       | 78,3      | 0,1        | 0,1        |
| м. РУБІЖНЕ                | 39,0       | 60,1      | 0,3        | 0,2        |
| СВЕРДЛОВСЬК (міськрада)   | 14,2       | 83,5      | 0,1        | 0,1        |
| СЄВЕРОДОНЕЦЬК (міськрада) | 28,3       | 70,8      | 0,1        | 0,1        |
| СТАХАНОВ (міськрада)      | 14,4       | 83,8      | 0,1        | 0,1        |
| АНТРАЦИТІВСЬКИЙ РАЙОН     | 46,5       | 53,1      | 0,1        | 0,1        |
| БІЛОВОДСЬКИЙ РАЙОН        | 84,2       | 15,6      |            | 0,1        |
| БІЛОКУРАКИНСЬКИЙ РАЙОН    | 91,4       | 8,4       | 0,1        |            |
| КРАСНОДОНСЬКИЙ РАЙОН      | 27,3       | 72,3      | 0,1        | 0,1        |
| КРЕМІНСЬКИЙ РАЙОН         | 78,7       | 20,8      | 0,1        | 0,2        |
| ЛУТУГИНСКИЙ РАЙОН         | 49,3       | 49,8      | 0,2        | 0,1        |
| МАРКІВСЬКИЙ РАЙОН         | 93,8       | 5,8       | 0,2        | 0,1        |
| МІЛОВСЬКИЙ РАЙОН          | 73,8       | 24,1      | 0,7        | 0,1        |
| НОВОАЙДАРСЬКИЙ РАЙОН      | 46,0       | 53,6      | 0,1        | 0,1        |
| НОВОПСКОВСЬКИЙ РАЙОН      | 92,2       | 7,5       |            | 0,1        |
| ПЕРЕВАЛЬСЬКИЙ РАЙОН       | 23,2       | 76,4      |            | 0,1        |
| ПОПАСНЯНСЬКИЙ РАЙОН       | 64,1       | 35,6      | 0,1        | 0,1        |
| СВАТІВСЬКИЙ РАЙОН         | 91,8       | 7,6       | 0,2        | 0,1        |
| СВЕРДЛОВСЬКИЙ РАЙОН       | 56,0       | 41,3      | 0,3        | 0,1        |
| СЛОВ`ЯНОСЕРБСЬКИЙ РАЙОН   | 38,9       | 60,4      | 0,1        | 0,1        |
| СТАНИЧНО-ЛУГАНСЬКИЙ РАЙОН | 14,2       | 85,1      | 0,2        | 0,1        |
| СТАРОБІЛЬСЬКИЙ РАЙОН      | 79,2       | 20,5      | 0,1        | 0,1        |
| ТРОЇЦЬКИЙ РАЙОН           | 62,8       | 36,9      | 0,1        | 0,1        |

Мовна ситуація в Луганській області характеризується русифікацією. Відсоток українців, що вважають рідною мовою українську в 1959-му році становив 87,6%, а 2001-го — тільки 50,4%. Зокрема і в проміжку між двома останніми переписами населення (1989 і 2001 років) відсоток тих, хто вважає українську мову рідною, серед усіх етносів зменшився на 4,9%, а російську — збільшився на 4,9%. Тож на 2001 рік українську мову вважали рідною лише 30% населення Луганської області, зокрема 63,8% сільського та 25,5% міського.
У 2010 році 54,2% учнів області навчалися російською, інші — українською. Найбільш російськомовними є класи міст: Луганськ (87%), Алчевськ (72%), Брянка (67%), Рубіжне (58%), Лисичанськ (56%), серед районів: Перевальський (77%), Лутугинський (73%) і Станично-Луганський (68%).

### Вільне володіння мовами
За даними Всеукраїнського перепису населення 2001 року, 75,47% мешканців Луганської області вказали вільне володіння українською мовою, а 91,46% - російською мовою. 91,41% мешканців Луганської області вказали вільне володіння мовою своєї національності.
Вільне володіння мовами найбільш чисельних національностей Луганської області за даними перепису населення 2001 р.
|               | своєї національності | українська | російська |
| ------------- | -------------------- | ---------- | --------- |
| Українці      | 88,03%               |            | 86,04%    |
| Росіяни       | 99,34%               | 58,21%     |           |
| Білоруси      | 26,91%               | 53,16%     | 95,29%    |
| Татари        | 44,31%               | 47,34%     | 95,77%    |
| Вірмени       | 63,00%               | 37,35%     | 92,93%    |
| Молдовани     | 40,01%               | 53,72%     | 94,34%    |
| Азербайджанці | 62,82%               | 33,69%     | 90,04%    |
| Євреї         | 5,73%                | 66,05%     | 97,89%    |
| Цигани        | 67,86%               | 46,72%     | 85,38%    |
| Поляки        | 15,99%               | 73,18%     | 91,55%    |
| Грузини       | 57,56%               | 40,10%     | 93,64%    |
| Болгари       | 26,34%               | 58,83%     | 97,17%    |
| Німці         | 23,92%               | 50,80%     | 97,23%    |

## Місце народження
За переписом 2001 року 84,5% населення Луганської області народилися на території України (УРСР), 15,1% населення — на території інших держав (зокрема 12,7% - на території Росії), 0,4% населення не вказали місце народження. 75,0% населення народилися на території Луганської області, 9,5% — у інших регіонах України.
Питома вага уродженців різних регіонів України у населенні Луганської області за переписом 2001 року:
| уродженців області | кількість | частка у населенні |
| Луганської         | 1906083   | 75,0               |
| Донецької          | 45196     | 1,8                |
| Харківської        | 24130     | 0,9                |
| Хмельницької       | 16726     | 0,7                |
| Полтавської        | 15668     | 0,6                |
| Сумської           | 14830     | 0,6                |
| Чернігівської      | 13275     | 0,5                |
| Житомирської       | 12992     | 0,5                |
| Вінницької         | 11910     | 0,5                |
| Дніпропетровської  | 10128     | 0,4                |
| Черкаської         | 7544      | 0,3                |
| Одеської           | 7153      | 0,3                |
| Запорізької        | 7008      | 0,3                |
| Львівської         | 6587      | 0,3                |
| Київської          | 6507      | 0,3                |
| Кіровоградської    | 6100      | 0,2                |
| АР Крим            | 5629      | 0,2                |
| Івано-Франківської | 4292      | 0,2                |
| Рівненської        | 3808      | 0,1                |
| Миколаївської      | 3785      | 0,1                |
| Херсонської        | 3330      | 0,1                |
| Волинської         | 3297      | 0,1                |
| Тернопільської     | 3116      | 0,1                |
| м. Києва           | 2127      | 0,1                |
| Закарпатської      | 2115      | 0,1                |
| Чернівецької       | 1763      | 0,1                |
| Севастополя        | 393       | 0,0                |

## Зайнятість населення
Сфери зайнятості населення області за переписом 2001 року
| сфера діяльності                                                                 | кількість зайнятих | частка |
| -------------------------------------------------------------------------------- | ------------------ | ------ |
| Обробна промисловість                                                            | 175 858            | 20,8%  |
| Добувна промисловість                                                            | 115 874            | 13,7%  |
| Оптова та роздрібна торгівля; торгівля транспортними засобами; послуги з ремонту | 103 687            | 12,3%  |
| Сільське господарство, мисливство та лісове господарство                         | 81 371             | 9,6%   |
| Охорона здоров'я та соціальна допомога                                           | 62 680             | 7,4%   |
| Освіта                                                                           | 60 208             | 7,1%   |
| Транспорт і зв'язок                                                              | 53 584             | 6,4%   |
| Державне управління                                                              | 42 960             | 5,1%   |
| Будівництво                                                                      | 39 956             | 4,7%   |
| Виробництво електроенергії, газу та води                                         | 32 719             | 3,9%   |
| Операції з нерухомістю, здавання під найм та послуги юридичним особам            | 28 581             | 3,4%   |
| Колективні, громадські та особисті послуги                                       | 20 359             | 2,4%   |
| Готелі та ресторани                                                              | 12 765             | 1,5%   |
| Фінансова діяльність                                                             | 5 813              | 0,7%   |
| Неточно вказали або не вказали вид діяльності                                    | 4 603              | 0,5%   |
| Послуги домашньої прислуги                                                       | 2 465              | 0,3%   |
| Рибне господарство                                                               | 288                | 0,0%   |
| Всього зайнятих економічною діяльністю                                           | 843 771            | 100,0% |